# World Championship Wrestling
World Championship Wrestling, conocida por sus siglas WCW, fue una empresa de lucha libre profesional que existió entre 1988 y 2001 con sede en Atlanta, Georgia. En sus inicios, la empresa perteneció a la National Wrestling Alliance como parte de Jim Crockett Promotions hasta su adquisición en noviembre de 1988 por Ted Turner; este, y posteriormente Time Warner, fueron los propietarios de la compañía hasta el año 2001, cuando fue vendida al dueño de la promoción rival, la World Wrestling Federation, Vince McMahon por solo 3 millones de dólares. Aunque WCW dejó de operar en 2001, su entidad legal permaneció activa hasta 2017, cuando fue disuelta oficialmente por WWE.
La época de mayor auge de la empresa fue a finales de la década de los 90 bajo la producción ejecutiva de Eric Bischoff y con la llegada de Hulk Hogan, la introducción de Monday Nitro y las denominadas Monday Night Wars. Además, el stable New World Order y estrellas como Bret Hart, Randy Savage, Lex Luger, Sting, Goldberg y el mismo Hulk Hogan contribuyeron al éxito financiero de la compañía.
Sin embargo, la falta de nivel creativo, el permitir que luchadores que una vez trabajaron en la WWF tuvieran completo control de sus personajes dentro de la promoción opacando con ello a talentos jóvenes que apenas estaban dándose a conocer en la empresa como parte de sus cláusulas de contrato, la obsesión de Eric Bischoff por intentar derrocar a la empresa de Vince McMahon con la que tuvo una férrea rivalidad y varias decisiones creativas de Vince Russo que fue contratado entre 1999 y 2000, que no fueron del agrado de los fanes, terminaron por llevar a la compañía al colapso financiero.[cita requerida]

## Historia

### Primeros años (1988-1992)
La World Championship Wrestling era originalmente el nombre del programa luchístico que la cadena de cable TBS transmitía desde 1982, con material del circuito Jim Crockett Promotions, que era fundada en 1931. Jim Barnett, quien un empleado de la compañía australiana del mismo nombre en el decado 1970, obtuvo control sobre este programa después su tiempo en Georgia Championship Wrestling.  JCP fue comprada por Ted Turner en 1988, luego de que Vince McMahon se negara a venderle la, llamada por aquel entonces, la World Wrestling Federation; decidió renombrar la promoción como NWA World Championship Wrestling. Turner la separó de la National Wrestling Alliance en 1991, convirtiéndose la promoción en una totalmente independiente. 
La WCW y la NWA previamente habían reconocido a Ric Flair como Campeón Mundial Peso Pesado, pero la WCW lo despojó del título cuando él se fue a la WWF. La NWA continuó reconociendo a Ric Flair como campeón por un corto tiempo, aun cuando Flair llevaría su cinturón ante las cámaras de la WWF y se proclamase "El verdadero campeón mundial". La WCW decidió volver a usar el nombre de la NWA como una entidad separada y así, demandó a la WWF para que se dejara de mostrar el cinturón en sus programas y regresarlo a la WCW. La empresa de Turner ganó, tras lo cual re-introdujo el título bajo el nombre de Campeonato Mundial de Peso Pesado de la NWA. Mientras ambas empresas se encontraban co-promocionando con la New Japan Pro Wrestling de Japón, Rick Rude ganó el título. La junta de directores de la NWA, quienes por aquella época eran los responsables en elegir al campeón de la NWA, no aceptaron a Rude como monarca, lo que terminaría produciendo una segunda separación entre ambos corporativos. A pesar de que la WCW consiguiera adueñarse del cinturón, no podían seguir usado la denominación NWA, así que el título fue denominado Campeonato Internacional de Peso Pesado. La WCW sabía que el título había sido visto y extensamente promocionado en Japón, y por esta razón, se formó una subsidiaria ficticia que llevó por nombre WCW International. 
La compañía reconocía al cinturón como un título mundial. Eventualmente, Sting ganó la presea, pero luego lo perdió contra el entonces Campeón Mundial de la WCW, Ric Flair, quién lo había tenido desde su regreso a la promoción. En una pelea de unificación, ambas correas fueron reemplazadas por la del Campeonato Mundial de la WCW.

### La WCW bajo el mando de Eric Bischoff (1993-1994)

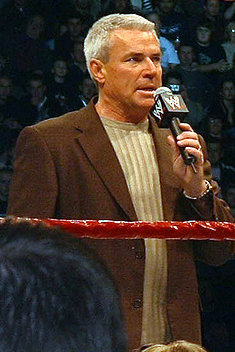
Eric Bischoff.

La suerte de WCW comenzó a cambiar después de la asunción del excomentarista y booker de la American Wrestling Association, Eric Bischoff como presidente de la empresa cerca de tres años después del despido de Bill Watts. La mesa directiva estaba desesperada por una nueva dirección para la compañía y se mostraron impresionados con la actitud ambiciosa de Bischoff.
Este no los desilusionó, pues apenas entrar oficialmente en funciones declaró una guerra abierta en contra de la World Wrestling Federation de Vince McMahon y reclutó a estrellas de renombre de aquel consorcio, tales como Hulk Hogan y Macho Man Randy Savage en 1994. Usando los recursos monetarios superiores de Turner, Bischoff confiaba en los beneficios que podría recibir la WCW por la adquisición de las estrellas forjadas por WWF. En el evento posterior a la contratación de Hogan, Bash at the Beach, tuvo como combate estrella un considerado Dream Match entre Hulk Hogan y Ric Flair por el Campeonato Mundial Pesado de la WCW; sin embargo, se creó un efecto contraproducente por el bajo nivel de compras del evento.

### El inicio de lasMonday Night Wars(1995)

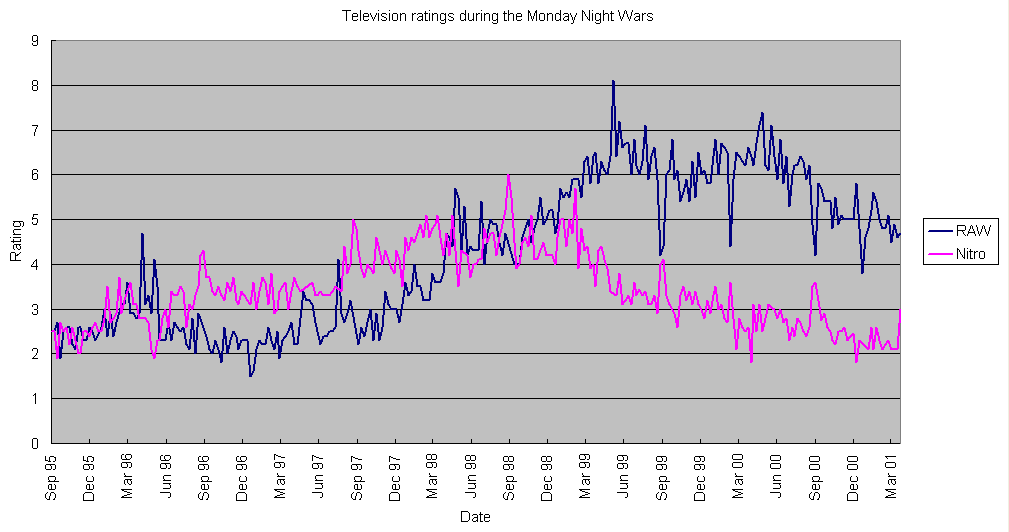
Índice de audiencia de la televisión durante las "Monday Night Wars".

El mayor impacto de Bischoff en la lucha libre profesional norteamericana lo consiguió con el lanzamiento del show semanal WCW Monday Nitro. En una reunión con Turner, éste cuestionó a Bischoff sobre una manera eficaz y contundente para combatir contra la WWF, a lo que el presidente de la WCW replicó con la sugerencia de un lugar en televisión en una hora de máxima audiencia en una noche entre semana. Turner, impresionado por la candidez de Bischoff, accedió complacido a la creación de Nitro, programa que competía directamente contra el show estrella de la WWF, Monday Night Raw en lo que se conocería como Monday Night Wars o Guerras de los lunes por la noche. Tiempo después, McMahon admitió haberse molestado por la decisión de Turner para sacar al aire Nitro en las noches de lunes, diciendo que la única razón para hacer esto era dañar a su compañía y basando su percepción en lo siguiente: Turner, jefe y dueño de los canales de televisión TNT y TBS, podía transmitir su show estelar cuando él quisiera, mientras que la WWF estaba restringida a hacer tratos con cadenas como USA Network para las transmisiones de RAW. Así pues, Nitro hizo su debut desde el Mall of America y tuvo la aparición sorpresa de Lex Luger (quien había estado trabajando bajo un contrato verbal luego de que expirara su acuerdo con la WWF), en una semana en la que el show de la empresa contraria había sido previamente grabado. En los índices de audiencia la semana siguiente, Nitro derrotó a Raw por primera vez en su historia.
Quitarle talento al consorcio rival y ponerlo al aire en su show máximo nocturno fue tan sólo una parte de las tácticas poco honorables de la institución para hacerse con los primeros lugares en audiencias. Como RAW era grabado varias semanas al mes, anunciadores de Nitro (incluyendo al mismo Bischoff), quienes transmitían en vivo cada semana, frecuentemente anunciaban los resultados de la edición de la competencia de ese mismo día para tentar a los televidentes a ver el suyo, y así, sabotear a la empresa rival. Esto funcionó hasta 1999, cuando Tony Schiavone anunció en televisión nacional que Mick Foley, quien luchaba en ese entonces como Mankind en la WWF, ganaría el campeonato máximo de dicha empresa aquella noche. Los contadores de la audiencia mostraron que, casi inmediatamente después de tal anuncio, más de 500.000 televidentes cambiaron de Nitro a Raw, muestra impresionante de la gran popularidad de la WWF y Foley en aquella época.

### WCW vs. nWo (1996-1997)
Fue por fin en el año de 1996 cuando, a la par de seguir librando una feroz guerra por los índices de audiencia contra la promoción de McMahon, la WCW se convirtió en la mejor empresa de wrestling en Estados Unidos. Esto ocurrió gracias al ángulo WCW vs. nWo, ideada por Eric Bischoff y que había tenido como piedra angular la idea de dos promociones en guerra que él había visto en Japón. La historia empezó cuando súbitamente, y en medio de una edición de Nitro, Scott Hall (quien había trabajado en la WWF como Razor Ramon) hacía acto de presencia de manera sorpresiva para declararle la guerra a la empresa. Pocas semanas después, y en otra emisión de Nitro, se le unió Kevin Nash (conocido anteriormente en la WWF como Diesel), otro exelemento de la compañía contraria. Los dos gladiadores se hicieron llamar "The Outsiders" y enviaron un desafío a los luchadores del elenco de la WCW para que se enfrentaran a ellos y a su "pareja misteriosa". Muchos fanáticos estaban confundidos ante todo esto, pensando que Hall y Nash eran aún luchadores de la competencia, lo cual sería desmentido poco tiempo después por el propietario de la misma. Cabe destacar que la similitud en los personajes de ambos elementos, tanto en la WWF como en la WCW, terminaría desembocando en un pleito legal por violación de derechos de autor.

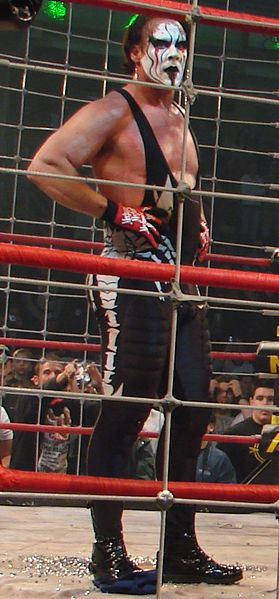
Sting, cara de la WCW.

La storyline con Nash y Hall alcanzó su clímax en el evento estelar de Bash at the Beach, cuando tres de las más grandes y representativas estrellas de la compañía habían aceptado el reto de The Outsiders; Sting, Lex Luger & "Macho Man" Randy Savage; sin embargo, se daba la peculiaridad de que el compañero de los ahora elementos de la WCW para afrontar la contienda aún no había aparecido ni había sido previamente revelado. Ya en medio de la batalla, y justo cuando Hall y Nash comenzaban a dominar, Hulk Hogan regresaba a la acción para aparentemente salvar al equipo representativo de la empresa y ayudarlos para que alcanzaran el triunfo, pero atacó a Savage y contribuyó de manera insólita al triunfo de los invasores sobre los representantes de la WCW. Los fanáticos y anunciadores enloquecieron tratando de saber lo que ocurría, mostrándose enormemente sorprendidos por lo que habían acabado de presenciar. Hogan había "traicionado" a la compañía, cambiando a heel por primera vez en toda su carrera, en un hecho sin precedentes y que quedaría para la posteridad en la historia del negocio. En su discurso luego del combate, y en medio de todo un alboroto demencial ocurrido por su repentina transformación, este reveló que él, Hall y Nash, eran el "Nuevo Orden Mundial" de la lucha libre profesional. El público estaba tan enardecido con la traición del Hulkster que muchas personas comenzaron a tirar basura al ring, llevando a que en minutos fuera, literalmente, cubierto de desechos.
Hogan, en su faceta como rudo, fue el líder del nWo durante su intento de "conquistar" la WCW; todo esto era parte de una estrategia para poder sacar a la WWF de la élite luchística. Alimentado por este escenario, Nitro obtuvo una serie de victorias sobre Raw que duró desde mediados del 1996 hasta comienzos de 1998, e incluyó un feudo popular entre el líder del nWo, Hulk Hogan y el líder de la WCW, Sting.
A finales de 1997, Bischoff llegó a darle tanta importancia a este ángulo que intentó cambiar el nombre de programa, de WCW Monday Nitro, a nWo Monday Nitro antes del evento Starrcade. Sin embargo, la idea fue un fracaso y la lucha estelar del evento antes citado entre Hogan y Sting terminó siendo una enorme decepción, dado que el planteamiento del combate fue considerado como errático a ojos de fanáticos y expertos, y principalmente, por el egocentrismo de Hogan, ya que era conocido por sus políticas tras bastidores en las cuales se caracterizaba por usar su imagen para mantenerse en lo más alto dentro de la empresa, impidiendo con ello a luchadores más jóvenes que él llegar a lo más alto en sus carreras.
En diciembre de 1997 también llegó a la compañía otra antigua gran estrella de la WWF, el canadiense Bret Hart. Durante el período en que Eric Bischoff controlaba la compañía, apoyó a Hart y lo empujó para que fuera uno de los rostros importantes dentro de la WCW. Sin embargo, el hecho que motivó la salida de Hart de la WWF, conocido como Traición de Montreal, sería uno de los desencadenantes del nuevo auge de dicha empresa.
Sin embargo, y como eventualmente se demostró, el polémico desenlace de Starrcade de 1997 no significaba otra cosa más que el comienzo del fin para la empresa de Atlanta.

### El declive de la WCW (1998-1999)

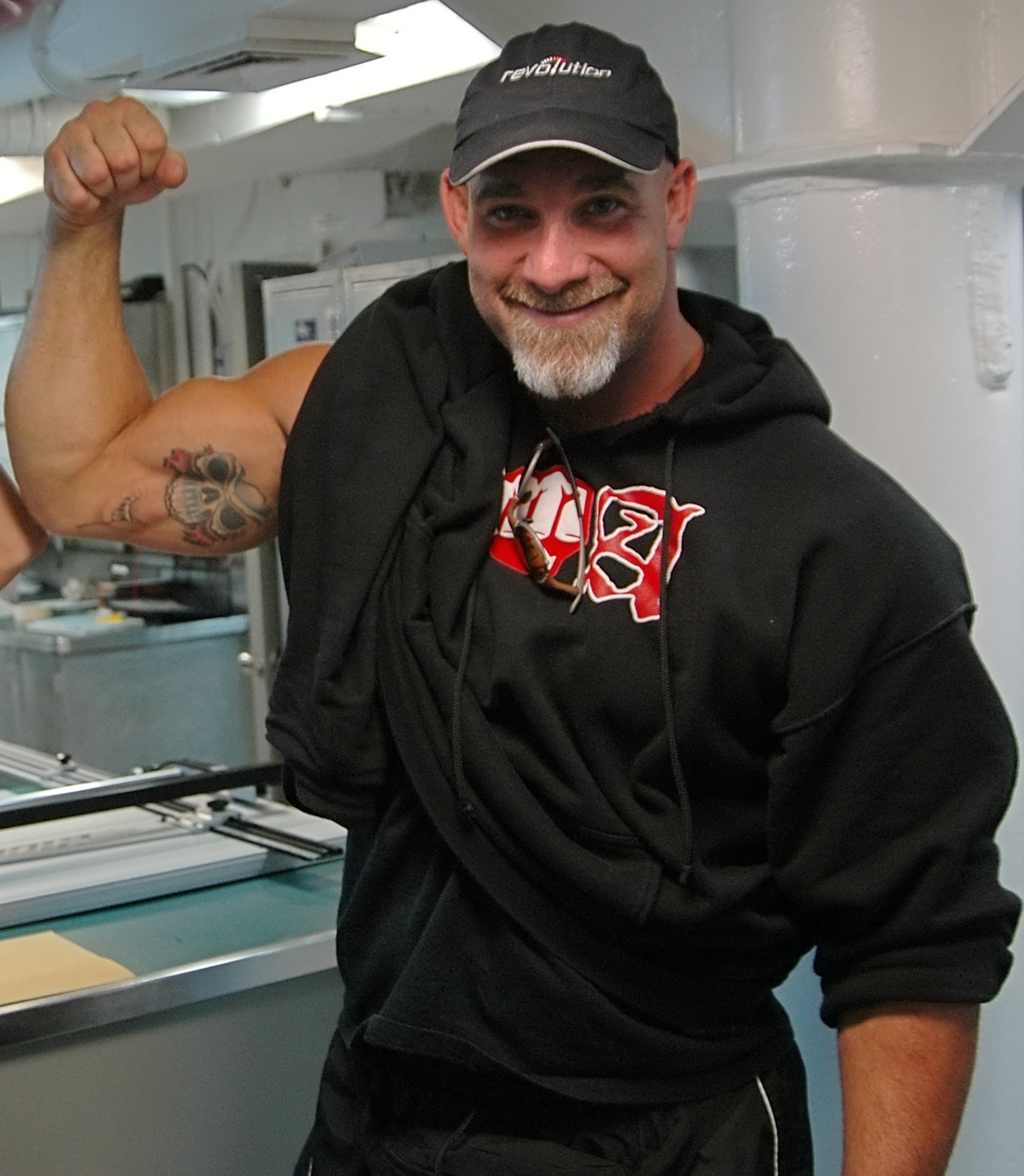
Bill Goldberg, una de las últimas estrellas que dio la WCW.

Para el año 1998, Eric Bischoff introdujo una serie de importantes cambios dentro de la programación televisiva de la WCW; para empezar, el programa WCW Monday Nitro tendría una hora adicional de duración, pasando a durar tres horas y posteriormente crearía un segundo programa televisivo de dos horas de duración, que sería emitido los jueves, llamado WCW Thunder, en el cual al principio no estaba a favor;[cita requerida] ambos cambios en un inicio aceptados, terminaron por cansar a los fans ya que lo que ofrecía la empresa de Atlanta entonces, estaba sobrecargando el producto que hasta el año anterior ofrecía una importante competencia contra la WWF en aquel momento, pero el error más grave y a su vez, el más importante de todos, era el hecho de no hacer el tan esperado cambio generacional, a diferencia de lo que la WWF hizo al impulsar a sus talentos jóvenes del momento tales como The Rock, Triple H, Mankind y el más importante de todos, Stone Cold Steve Austin, al no darle empuje a su talento más joven y principalmente por los contratos de aquellos luchadores veteranos tales como Hogan, Kevin Nash, Scott Hall y demás ex-luchadores procedentes de la empresa de Vince McMahon.
Fue en el primer Pago por visión del año en donde verdaderamente comenzaron a verse los alcances de los problemas internos de la compañía: el PPV Souled Out de ese año tuvo como evento principal la lucha entre Lex Luger y Randy Savage, cuando en los planes originales estaba programado para el evento principal la lucha entre Bret Hart y Ric Flair, la cual tuvo un mejor recibimiento del público a diferencia del evento principal, y todo, gracias a que Hulk Hogan una vez más, volvió a sabotear una lucha sólo por satisfacer su ego, convenciendo a Eric Bischoff de hacer el cambio a última hora ya que la lucha en cuestión terminó en descalificación al interferir Hogan en el combate entre Lex Luger y Randy Savage, justamente esta lucha siendo el evento principal de la velada y todo para que una vez más por su ego, Hogan tuviera relevancia de nuevo ya que su interferencia en la lucha formaba parte del libreto, generando una gran desilusión entre los fans. 
También hay que mencionar que en este PPV se anunció la esperada revancha de Sting y Hulk Hogan para el próximo PPV, SuperBrawl VIII después del polémico descenlace de Starrcade del año anterior. También hay que mencionar la terrible lesión sufrida por The Giant durante su lucha contra Kevin Nash, misma que debía haber ocurrido en Starrcade, pero que Nash, en una demostración de su enorme ego, se negó a llevar a cabo esa vez afirmando que había sufrido un infarto por no querer perder ante el Gigante y trasladó la lucha a Souled Out en donde durante el combate, Nash falló la ejecución de su finisher el Jacknife Powerbomb lastimando gravemente a The Giant al lesionarlo de su cuello y poniendo en serio peligro su carrera como luchador, llevándose la victoria y saliéndose con la suya. 
Con este escenario la empresa llegaba a su segundo PPV del año, SuperBrawl VIII en donde se daría lugar la tan esperada revancha por el campeonato de la WCW entre Sting y Hulk Hogan. Esta vez Sting, pudo derrotar a Hogan por conteo de tres, pero una vez más, Hogan movería sus influencias y la victoria de Sting sólo pudo darse cuando Randy Savage interfirió a favor de Hogan. De esta forma y por segunda vez, Sting quedaría como un luchador de segunda ante Hulk Hogan y éste no perdería relevancia. Otro suceso importante fue en la lucha entre Juventud Guerrera y Chris Jericho en la cual Juventud Guerrera tuvo que perder su máscara a cambio de un empuje que nunca tuvo lugar, gracias a Eric Bischoff. Aquello generó un descontento generalizado en los vestuarios y llevó a Eddie Guerrero y Rey Mysterio a amenazar con dejar la compañía, algo que a Bischoff no parecía importarle. Era evidente que a Bischoff, el bienestar de los luchadores que él consideraba inferiores por no ser altos y musculosos le daba igual, ya que la empresa tenía mejores números que la WWF y WCW Nitro superaba en audiencia a Monday Night RAW los lunes por la noche, además de que la gente compraba más mercancía de la WCW que de la empresa de Vince McMahon; con eso, Eric Bischoff se sentía como alguien intocable en la industria del entretenimiento deportivo en los Estados Unidos, pero dos luchadores del plano estelar se unieron al inconformismo generalizado por el trato que se les daba tras bastidores al resto de luchadores que no fueran parte de nWo: ellos eran Scott Hall y Kevin Nash. La cuestión es que Bischoff despidió a uno de sus mejores amigos, Sean Waltman, que en la WCW era conocido como Syxx y que tras su regreso a la WWF sería llamado X-Pac. Ambos luchadores amenazaron con abandonar la empresa por esa razón, pero Bischoff les recordó que ambos estaban bajo contrato con la WCW hasta el año 2001, por lo que no podrían aparecer en otra promoción de lucha libre. Parecía que la WCW estaba hundiéndose en un pozo sin fondo ya que el ambiente dentro de los vestuarios era cada vez peor, las luchas eran cada vez peores y las historias cada vez más carecían de sentido, lo que en definitiva hizo que ocurriera algo que se veía venir: la gente estaba cansándose del producto de la WCW. 
En 1998, y después de Wrestlemania XIV, la WWF recuperó el liderazgo de los lunes por la noche con el inicio de una nueva etapa en su historia, la cual dejaría huella y causaría una enorme sensación en su momento de mayor apogeo: The Attitude Era, la cual tenía como máximas estrellas a elementos como The Rock, Stone Cold Steve Austin, The Undertaker, Kane, D-Generation X y Mankind. En particular, la clásica rivalidad entre Vince McMahon, actuando como el malvado personaje "Mr. McMahon", y Austin (quién irónicamente se había ido de la WCW gracias a Bischoff en 1995, además de que Triple H, Mankind y The Undertaker comenzaron sus carreras en esa misma compañía, pero no habían tenido éxito) acaparó todos los reflectores en esos años y emocionaría a más no poder a una gran mayoría de los fanáticos de la lucha. De esta manera, el mes de abril de 1998 marcaba la primera ocasión en que la WCW perdía en la batalla de índices de audiencia tras haber conseguido imponerse por 84 semanas consecutivas. Ante esto, la compañía intentó contraatacar al dividir el nWo en dos partes: nWo Hollywood, la cual era odiada por los fanáticos y mantenía como líder a Hogan, y nWo Wolfpac, quienes a diferencia de sus rivales, portaban como distintivo característico los colores negro y rojo, además de ser apoyados por la afición. A pesar de las ganas que se habían mostrado en sacar adelante este proyecto, el intento de reavivar el feudo entre la WCW y nWo no funcionó.
El próximo intento del consorcio para recobrar la supremacía en la audiencia fue la llegada de Bill Goldberg en verano de 1997 como un invencible monstruo. El fichaje de éste rindió sus frutos y fue popular, pero esto no impidió que el prestigio y popularidad de la empresa fueran cada vez más en picada. 
Su última gran victoria en la contienda por la audiencia fue debido a la retransmisión de un combate entre Hogan y Goldberg por el Campeonato de la WCW vacante en Monday Nitro, sin embargo, aquello fue totalmente contraproducente ya que si hubiera ocurrido el combate en un PPV, las cifras monetarias que hubiera conseguido la WCW hubieran sido enormes. Así, la empresa entraba, inevitable y lentamente, en un periodo de decadencia y malos resultados; la causa de este problema es un tema de debate entre fanáticos e historiadores de la lucha libre. Mientras algunos dicen que fue debido a historias pobres, aburridas y que provocaban un masivo desinterés y hasta molestia a la audiencia, otros aseguraban que se debió a que las estrellas estelares no estaban motivadas a sobresalir debido a sus contratos de largos términos con dinero garantizado, y otro sector especuló que la compañía se negaba a promocionar a talento joven y nuevo, a pesar de contar en sus filas con luchadores que llamaban la atención del público como Chris Jericho, Chris Benoit, Billy Kidman, Chavo Guerrero, Jr., Eddie Guerrero, Scott Steiner, Perry Saturn, Raven, y Booker T (todos estos elementos terminarían llegando a la WWF tiempo después). Fue probablemente una combinación de todos estos factores, junto a la masiva y cada vez más creciente popularidad de la compañía rival, lo que provocó que la WCW empezara a ser repudiada por el público.
Lo más lamentable de todo, es que el producto de la WCW en sus últimos años giraba alrededor de la figura de Hulk Hogan, ya que éste en una estrategia bastante desagradable, comenzó a lanzar rumores falsos de que la WWF tenía pensado traerlo de regreso,[cita requerida] lo cual tenía sentido ya que la empresa de Vince McMahon tuvo que pagar mucho dinero a Mike Tyson por su sola presencia en Wrestlemania XIV, además de que el contrato del Hulkster estaba por finalizar a lo cual usaría una cláusula de su contrato que le permitía tener control de su personaje de forma total y sin restricciones y ser vitalicio para la compañía. A Bischoff no le quedó de otra alternativa que, además de extender el contrato de Hogan, aumentarle el sueldo ya que pasó de ganar cinco millones y medio de dólares al año a ganar seis y medio; un millón de dólares más por prácticamente no hacer nada, pues de todas formas si hubiese llegado a volver a la WWF, allí no le darían las mismas libertades creativas ni le hubieran pagado igual que en la empresa de Atlanta. De éste modo, con los luchadores más veteranos incapaces de dar un buen espectáculo, talentos jóvenes de media cartelera en la misma situación de estancamiento desde los últimos tres años, y una programación semanal de cinco horas únicamente dedicada a la imagen de Hogan completamente carente de interés, fueron suficientes para que el público se cansase de la WCW, a pesar de que en los primeros tres meses del año estaba generando buenos números en ratings y ganancias, la empresa estaba de camino a un colapso inevitable, y lo peor estaba por venir.
Después de un año y medio de múltiples, valiosas y determinantes pérdidas, Eric Bischoff fue destituido de su cargo en septiembre de 1999. A fines de 1999 en el PPV Starrcade el evento estelar presentaba a Goldberg luchando contra Bret Hart por el campeonato de la WCW. Durante el encuentro, Goldberg aplicó de manera errónea una Superkick que impactó de lleno en la cabeza de Bret Hart ocasionándole al luchador una fuerte Conmoción cerebral que terminó retirando al luchador de la competición en activo.

### Desaparición de la WCW (2000-2001)

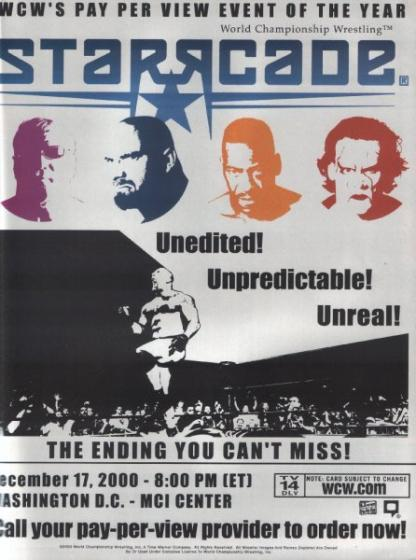
Afiche promocional del último Starrcade (2000).

En el año 2000 el exescritor en jefe de la WWF Vince Russo ocupó la plaza de Bischoff tras el despido de este. A pesar de que se le tuvo mucha confianza al cargar en sus hombros el supuesto mérito por haber creado grandiosos ángulos en la "Era de la Actitud" de la WWF, Russo no pudo repetir su fórmula de éxito en la empresa de McMahon. Acompañado de su excolega de la WWF Ed Ferrera, Russo arribó a la WCW como una contratación "atractiva", en un esfuerzo más por los directivos de la WCW para revitalizar el producto. Desafortunadamente, estos dos terminarían creando algunos de los personajes e historias más absurdos y ridículos en la historia del entretenimiento deportivo. Algunos de estos despropósitos incluyeron hacer poseedores del Campeonato Mundial, tanto al actor David Arquette (bajo la excusa de promocionar una película de lucha libre basada en la empresa y con Arquette como protagonista) como al propio Russo (él y Arquette no eran luchadores profesionales), siendo además esto complementado con Ferrera haciendo una muy polémica, infame y grosera parodia al anunciador de la WWF, Jim Ross, quien años atrás había laborado en la empresa cuando ésta recién comenzaba en el negocio.
Cuando Time Warner compró el imperio de cable de Ted Turner en 1996, también se habían hecho con la WCW. Turner tenía fe en los combates de lucha profesional por sus estaciones (los cuales habían ayudado a la primera estación de Turner, WTBS) sin pensar mucho la suma monetaria que le estaba costando. Desafortunadamente, Time Warner no pensaba de la misma forma, pues la WCW había perdido de 15 (en 1999) a 60 millones de dólares (en el 2000) durante los peores momentos de su existencia. No obstante, y por aquel entonces, Turner era el accionista individual mayoritario, con lo cual pudo mantener a la WCW en su lugar. Un ejemplo de la predilección de Turner por la empresa fue que, en el año 2000, SFX intentó comprar la promoción por 500 millones de dólares y el millonario propietario de la compañía había rechazado tajantemente la oferta. Cuando AOL se fusionó con Time Warner en el 2001, tenían finalmente el poder para poner a la WCW en el bloque de subastas. 
A finales del año 2000, Eric Bischoff junto a un grupo de inversionistas, llamado Fusient Media Ventures, intentaron comprar la WCW por unos 70 millones de dólares; aunado a esto, se comenzaba a gestar el rumor de que Vince McMahon tenía una oferta para comprar la promoción. Fusient Media Ventures se retractó cuando AOL Time Warner canceló la programación de la WCW de sus canales. A pesar de la obstinación de Bischoff por buscar un canal nuevo, sin canales que transmitieran su programación, la corporación no valdría absolutamente nada. Así, y sin quedar mayor remedio ante un inminente fin anunciado, la WCW terminó siendo vendida a Vince McMahon y la World Wrestling Federation por 3 millones de dólares. 
El último programa de Nitro fue emitido el 26 de marzo de 2001, y al final del mismo, Shane McMahon, en pleno ángulo de un feudo con su padre, anunciaba que había adquirido a la WCW. 
A pesar de los rumores de una resurrección de la compañía a manos de los McMahon's, la storyline de la "Invasión" (la cual planteaba que la ECW y la WCW se habían aliado para intentar derrocar a la WWF de su gigantesco dominio en la lucha libre) fue el fin definitivo de la WCW.
Hay dos sucesores que fue establecidas después de la venta de la empresa; WCW (una subsidiaria de la WWF) fue fundado en 2000 para obtener los derechos de la biblioteca del vídeo de la promoción y la propietaria intelectual. La otra, que retuvo mucho de los contratos de sus empleados, fue renombrada a su nombre original de "Universal Wrestling Corporation". Esta compañía fue una subsidia de Time Warner hasta el diciembre de 2017, cuando cesó sus operaciones.